# Hippolyte niezabitowskii
Hippolyte niezabitowskii is een garnalensoort uit de familie van de Hippolytidae. De wetenschappelijke naam van de soort is voor het eerst geldig gepubliceerd in 1996 door d'Udekem d'Acoz.